# Carbonita
Carbonita es un municipio brasileño del estado de Minas Gerais. Su población estimada en 2010 es de 9.045 habitantes. 

## Geografía
Localizada en el Valle del Jequitinhonha Carbonita tiene su base económica en la extracción del carbón vegetal. Otro punto interesante sobre su población, es la reducción significativa de habitantes durante el año, cuando muchos se desplazan para ciudades más desarrolladas para trabajar. 
El área del municipio es de 1.337 km², con una altitud máxima de 972 m. La hidrografía es representada por los ríos Jequitinhonha al norte, Araçuaí al sur y Soledade al Centro, además de los ríos São João y Itacarambi. 
La temperatura media anual gira en torno a los 26,4 °C (máxima), 21,2 °C (media) y 15,1 °C (mínima). 